# We Trisig Shangnyen
We Trisig Shangnyen (tibétain : དབའས་ཁྲི་གཟིགས་ཞང་ཉེན, Wylie : dbavs khri gzigs zhang nyen) ou Shang Trisig (tibétain : ཞང་ཁྲི་གཟིགས, Wylie : zhang khri gzigs), appelé en chinois Qilixu (chinois : 乞力徐 ; pinyin : qǐlìxú), décédé en 721, est un homme politique et un officier de l'Empire du Tibet.  Il est lönchen (བློན་ཆེན་, blon chen, lönchen, chancelier du Tibet) de 705 à 721.